# Пролећна изложба УЛУС-а (2011)
Пролећна изложба УЛУС-а (2011), одржана у периоду од 10. до 26. маја 2011. године. Изложба је представљена у галеријском простору Удружења ликовних уметника Србије, односно у Уметничком павиљону "Цвијета Зузорић" у Београду. Уредник каталога и кустос изложбе, била је Наталија Церовић.

## Уметнички савет УЛУС-а
- Градимир Рајковић
- Весна Голубовић
- Предраг Лојаница
- Жељка Момиров
- Данкица Петровска
- Мирослав Мили Савић
- Станка Тодоровић
- Исидора Фићовић

## Излагачи
1. Јан Агарски
2. Марија Александровић
3. Славомир Анђелић
4. Александар Анђић
5. Ђорђе Аралица
6. Арион Аслани
7. Бошко Атанацковић
8. Ирена Бијелић Горењак
9. Жарко Бјелица
10. Бата Благојевић Цинцаро
11. Бадњар Бошковић
12. Милена Доуменц
13. Данијела Богићевић
14. Катарина Булајић Павловић
15. Драгомир Буљугић
16. Здравко Велован
17. Милка Вујовић
18. Драгољуб Вукосављевић
19. Шемса Гавранкапетановић
20. Оливера Гаврић Павић
21. Љиљана Гашпаровски
22. Мила Гвардиол
23. Немања Голијанин
24. Станислав Гранић
25. Звонко Грмек
26. Снежана Гроздановић
27. Јасмина Гужвић
28. Вјера Дамјановић
29. Милица Даниловић
30. Миленко Дивјак
31. Александар Димитријевић
32. Лазар Димитријевић
33. Денис Димовски
34. Драган Добрић
35. Марио Ђиковић
36. Бранко Ђукић
37. Предраг Ђукић
38. Синиша Жикић
39. Марија Здравковић
40. Ненад Зељић
41. Светлана Златић
42. Кристина Иванишевић
43. Драгана Јокић
44. Драгољуб Јовчић
45. Мирјана Јовковић
46. Небојша Јоцић
47. Иван Јурковић
48. Тајана Кајтез
49. Бранимир Карановић
50. Јелена Каришик
51. Слободан Каштаварац
52. Марија Кнежевић
53. Слободан Аби Кнежевић
54. Јелена Којић
55. Бојан Константиновић
56. Јелена Коштица
57. Јадран Крнајски
58. Мирјана Крстевска
59. Славко Крунић
60. Бранка Кузмановић
61. Драгомир Лазаревић
62. Владимир Лалић
63. Предраг Лојаница
64. Ранка Лучић Јанковић
65. Милена Максимовић Ковачевић
66. Павле Максимовић
67. Данијела Малушић
68. Мирослав Мандић
69. Бранка Марић
70. Јован Маринковић
71. Весна Марковић
72. Светлана Марковић Јовановић
73. Бранко Милановић
74. Горица Милетић Омчикус
75. Предраг Милићевић Барбариен
76. Јелена Миловић
77. Весна Милуновић
78. Јован Миљковић
79. Соња Мирков
80. Снежана Миротић
81. Ружица Митровић
82. Оливера Мићић
83. Љубица Николић
84. Миа Николић
85. Ненад Николић
86. Оливера Николић
87. Снежана Николић
88. Стеван Новаковић
89. Дарко Омчикус
90. Маријана Оро
91. Иван Павић
92. Милорад Мићко Панић
93. Јосипа Пепа Пашћан
94. Миодраг Мишко Петровић
95. Мице Поптсис
96. Ставрос Поптсис
97. Ана Попуча
98. Ивана Прлинчевић
99. Борислава Продановић Недељковић
100. Маја Радојковић
101. Симонида Радоњић
102. Јован Ракиџић
103. Владимир Рашић
104. Дуња Савчић
105. Милица Салашки
106. Драгана Станаћев Пуача
107. Драгана Стевановић
108. Миленко Стевановић
109. Добри Стојановић
110. Љиљана Стојановић
111. Милица Стојшин
112. Миладин Стошић
113. Ратко Танкосић
114. Јована Терзић Милентијевић
115. Мирјана Томашевић
116. Рената Трифковић
117. Марко Тубић
118. Анђелина Туцаковић
119. Јелица Ћулафић
120. Власта Филиповић
121. Мирољуб Филиповић Филимир
122. Тијана Фишић
123. Александра Цвијановић
124. Ана Церовић
125. Зоран Чалија
126. Оливера Шипка
127. Марија Шевић